# Шапел Аншери
Шапел Аншери (фр. Chapelle-Enchérie) насеље је и општина у централној Француској у региону Центар (регион), у департману Лоар и Шер која припада префектури Вандом.
По подацима из 2011. године у општини је живело 182 становника, а густина насељености је износила 16,91 становника/km². Општина се простире на површини од 10,76 km². Налази се на средњој надморској висини од 120 метара (максималној 144 m, а минималној 98 m).

## Демографија
| 1962. | 1968. | 1975. | 1982. | 1990. | 1999. | 2011. |
| ----- | ----- | ----- | ----- | ----- | ----- | ----- |
| 121   | 167   | 139   | 129   | 134   | 146   | 182   |

График промене броја становника у току последњих година